# The Dissent of Man
The Dissent of Man ist das 15. Studioalbum der amerikanischen Punk-Band Bad Religion. Es erschien anlässlich des 30-jährigen Bestehens der Band am 28. September 2010 bei Epitaph Records.

## Hintergründe
Beim Songwriting zum Vorgängeralbum New Maps of Hell verfolgte die Band den Anspruch, ein konservatives und schnelles Melodic-Hardcore-Album zu schreiben, während die Grundidee hinter The Dissent of Man war, dass jedes Bandmitglied sich musikalisch und textlich wiederfindet. Auch aus privaten Gründen sind die Liedtexte persönlicher als auf den vorangegangenen Alben ausgefallen, Greg Graffin veröffentlichte zeitgleich mit dem Album sein Buch Anarchy Evolution und Brett Gurewitz wurde wieder Vater. So handelt Pride and the Pallor von familiären Konflikten und dem Konflikt zwischen Mann und Frau und Ad Hominem thematisiert die Unfähigkeit des Menschen, einen Streit mit Worten auszufechten. In Wrong Way Kids geht es um das Gefühl junger Punks, Avalon soll der weise Rat eines Punk-Vaters an seinen Sohn sein.
Der Albumtitel ist an Charles Darwins Buch „Die Abstammung des Menschen und die geschlechtliche Zuchtwahl“ angelehnt, dessen englischer Titel „The Descent of Man“ lautet, wobei descent gesprochen ähnlich wie dissent klingt. Die Band wollte damit zum Ausdruck bringen, wie sie ihre eigene Entwicklung und die der Punkszene in den letzten 30 Jahren sieht, außerdem gefiel dem graduierten Evolutionsbiologen Greg Graffin das Wortspiel mit dem Titel eines Buches aus seinem Fachbereich.

## Entstehung
Wie auch die Vorgängeralben wurde The Dissent of Man von Joe Barresi koproduziert, die Aufnahmen fanden in seinem eigenen Studio Joe’s House of Compression statt. Haupt-Songwriter Brett Gurewitz und Greg Graffin hatten von den Liedern mit Hilfe von ProTools Demos vorproduziert, die im Studio unter Beteiligung von Barresi nachbearbeitet und teilweise umarrangiert wurden. Danach digitalisierte Barresi Teile der Demos, sodass Schlagzeuger Brooks Wackerman seine Spuren mit musikalischer Begleitung und ohne Metronom aufnehmen konnte. Als Nächstes folgte die Aufnahme der Rhythmusgitarren, danach die Bassspuren. Dann wurden die Leadgitarren und der Gesang overdubbt und zuletzt der Hintergrundgesang darübergelegt.

## Veröffentlichung
Brett Gurewitz, der neben seiner Eigenschaft als Bandmitglied außerdem Chef des Plattenlabels Epitaph Records ist, entschied, dass das Album vor dem offiziellen Veröffentlichungstermin am 28. September 2010 unter Verschluss gehalten wird, ein Grund hierfür war die Angst vor illegalen Musikdownloads. Mit The Devil in Stitches wurde ein Lied des Albums als Single vorab veröffentlicht, mit The Resist Stance wurde auf der mySpace-Seite ein weiteres Lied zum Hören angeboten. Letzterer Song erschien ferner bereits im Frühjahr 2010 auf dem Live-Album 30 Years Life, welches die Band anlässlich ihres 30-jährigen Jubiläums gratis als Download veröffentlichte.
Der Song Won't Somebody erschien ferner bereits 2008 als Akustikversion auf der Deluxevariante des Vorgängeralbums New Maps of Hell.

## Kritiken
Michael Rensen vom Magazin Rock Hard bemerkt, dass niemand von Bad Religion nach 15 Alben in 30 Jahren ernsthaft eine „stilistische Revolution“ erwarten würde. Er lobt die erstklassige Produktion von Joe Barresi, Greg Graffins „samtige Weltverbesserer-Stimme“ und Brook Wackermans „Weltklasse-Drumming“. Er stellt einen „leichten Classic-Rock-Einschlag“ in Liedern wie Cyanide fest und bemerkt, dass die Melodien gewohnt eingängig seien. Allerdings bemängelt er die teilweise „allzu trällerigen Chöre“ zum Beispiel in Wrong Way Kids. Ulf Kubanke vom Onlinemagazin laut.de nennt das Album die „totale kreative Wiederauferstehung“. Die Melodieführung sei gewohnt eingängig, werde aber nie so banal wie teilweise auf den vorangegangenen Alben. Kubanke resümiert, dass das Album ein „hochgradig amüsantes Manifest der Aufklärung“ sei. Jason Lymangrover von Allmusic sieht das Album in der Tradition der Frühphase der Band, denn selbst den eingefleischtesten Fans der Band könne die fehlende Weiterentwicklung nicht entgangen sein, obwohl es Produzent Barresi gelinge, einige Akzente zu setzen. Thorsten Zahn vom Metal Hammer meint, dass die Band mit dem Album zu dem zurückkehrt, „was sie so großartig und so populär gemacht hat“ und beschreibt die Liedtexte als „sozialkritisch, intelligent und eloquent“.

## Titelliste
Alle Titel wurden von Brett Gurewitz und Greg Graffin geschrieben.
1. The Day the Earth Stalled – 1:23
2. Only Rain – 2:43
3. The Resist Stance – 2:32
4. Won’t Somebody – 2:42
5. The Devil in Stitches – 3:28
6. Pride and the Pallor – 2:56
7. Wrong Way Kids – 2:43
8. Meeting of the Minds – 2:06
9. Someone to Believe – 2:38
10. Avalon – 3:28
11. Cyanide – 3:55
12. Turn Your Back on Me – 2:24
13. Ad Hominem – 3:27
14. Where the Fun Is – 3:04
15. I Won’t Say Anything – 3:22